# Civilization II: Test of Time
Civilization II: Test of Time (рус. Цивилизация II: Проверка временем) — компьютерная игра, разработанная MicroProse на основе Civilization II и изданная в 1999 году. Главными отличиями от оригинальной игры являются обновлённая графика, возможность играть на нескольких разных картах одновременно и 3 модификации — фэнтезийная, научно-фантастическая, а также расширенная оригинальная с возможностью покорения Альфы Центавра.

## Кампании

### Оригинальная и расширенная оригинальная кампании
Test of Time включает оригинальную кампанию, присутствовавшую в Civilization II, с рядом небольших изменений. Особенно сильны внешние различия — в игре почти полностью переделана графика и появилась анимация юнитов. Появилась также расширенная оригинальная кампания, в которой «розовый» слот занимает цивилизация центавриан (англ. Centaurians), обитающих в системе Альфы Центавра, с которыми вступает в войну игрок, пославший к Альфе Центавра космический корабль (в оригинальной игре прибытие корабля сразу приводило к победе в игре). Игрок также может играть за инопланетян, но тогда придётся долго ждать прибытия землян.

### Научно-фантастическая кампания
Действие этой кампании происходит в планетной системе реально существующей звезды «Лаланд 21185» (англ. Lalande 21185) в созвездии Большой Медведицы. Согласно сюжету этой кампании, колонисты со второго корабля, направленного на Альфу Центавра, оказались переброшены неизвестным артефактом за много светолет в систему «Лаланд 21185» и совершили аварийную посадку на Фунестисе, одной из планет этой системы. Действие игры происходит на 5 различных картах, среди которых Фунестис, орбитальные платформы на его орбите, планета Навмахия (англ. Naumachia) и древние платформы в верхних слоях газового гиганта Ноны (англ. Nona). Также, по чистой случайности, одновременно на планету попал (тоже ненароком) колониальный корабль инопланетян (не центаврийцев). Как и земные колонисты, инопланетяне разделяются на фракции.
Интересной особенностью этой кампании являются технологии, которые невозможно изучить, пока «что-то не случится». Например, при попадании на Нону, на игрока начинают нападать загадочные шарообразные механизмы. Уничтожив один из них, игрок получает возможность изучить их структуру соответствующей технологией. Искусственные платформы на Ноне также заслуживают отдельного изучения.
Для победы в кампании игрок-человек должен построить корабль для возвращения на Землю.

### Фэнтезийная кампания
Действие фэнтезийной кампании, основанной на германо-скандинавской мифологии, происходит одновременно на 4 картах (поверхность земли, подземный мир, подводный мир и небо).
В сценарии 7 рас (эльфы, морские существа, гоблины и другие). При этом эльфы стартовали на поверхности земли, гоблины — в подземном мире, морская раса — под водой.
Для этой кампании был выпущен сценарий Мидгард (англ. Midgard), в котором для победы в сценарии необходимо построить огромную осадную машину для уничтожения божественной крепости.

## Оценки
| Сводный рейтинг       | Сводный рейтинг |
| Агрегатор             | Оценка          |
| --------------------- | --------------- |
| GameRankings          | 65,67 %         |
| Русскоязычные издания |                 |
| Издание               | Оценка          |
| «Игромания»           | 8,5/10          |